# Championnat de Suisse de tchoukball LNA 2015-2016
Navigation
Édition précédente Édition suivante
La ligue nationale A du championnat de Suisse de tchoukball est la première division du tchoukball suisse. L'édition 2015-2016 oppose 7 équipes.

## Format de la compétition
Chaque équipe joue deux matchs (aller-retour) contre chaque autre équipe. Une victoire rapporte trois points, un, match nul deux points et une défaite un point. Un match perdu par forfait ne rapporte pas de point.
À l'issue du premier tour:
- Les quatre premières équipes disputent les play-offs, sous la forme de demi-finales puis finale et petite finale, se jouant au meilleur des trois matchs.
- La septième équipe dispute les barrages de promotion-relégation contre la meilleure équipe de la LNB, selon le même format que les play-offs.

Les matchs se jouent selon les règles officielles de la FITB, à quelques exceptions près:
- Les matchs se jouent en trois tiers-temps de 20 minutes.
- Les équipes sont obligatoirement mixtes.

## Les équipes participantes
- Meyrin-Chambésy Panthers (tenant du titre)
- La Chaux-de-Fonds
- Geneva Eagles
- Lausanne Olympic
- Piranyon Origin
- Val-de-Ruz Flyers (vice-champion)
- Vernier Turtles

## Classement[1]

### Saison régulière
Légende des couleurs
- Passe en play-off
- Passe en play-out

| Rang | Équipe                   | Pts | J  | G  | N | P | F | Pp   | Pc  | Diff |
| ---- | ------------------------ | --- | -- | -- | - | - | - | ---- | --- | ---- |
| 1    | Val-de-Ruz Flyers        | 32  | 12 | 10 | 0 | 2 | 0 | 965  | 911 | +54  |
| 2    | Meyrin-Chambésy Panthers | 30  | 12 | 9  | 0 | 3 | 0 | 1014 | 914 | +100 |
| 3    | Lausanne Olympic         | 26  | 12 | 7  | 0 | 5 | 0 | 923  | 908 | +15  |
| 4    | La Chaux-de-Fonds        | 26  | 12 | 7  | 0 | 5 | 0 | 966  | 978 | -12  |
| 5    | Geneva Eagles            | 20  | 12 | 4  | 0 | 8 | 0 | 895  | 887 | +8   |
| 6    | Piranyon Origin          | 18  | 12 | 3  | 0 | 9 | 0 | 901  | 954 | -53  |
| 7    | Vernier Turtles          | 15  | 12 | 2  | 0 | 9 | 1 | 800  | 912 | -112 |

Pts: Points; J: Matchs joués; G: Matchs gagnés (3 pts); N: Matchs nuls (2 pts); P: Matchs perdus (1 pt); F: Matchs perdus par forfait (0 pt); Pp: Points marqués; Pc: Points reçus; Diff.: Différence de points

### Play-off[2],[3]

#### Pour le titre[4],[5]
|  |                          |            |                          |            |                   |     |    |        |        |        |        |        |
|  | 1/2 finale               | 1/2 finale | 1/2 finale               | 1/2 finale | 1/2 finale        |     |    | Finale | Finale | Finale | Finale | Finale |
|  |                          |            |                          |            |                   |     |    |        |        |        |        |        |
|  |                          |            |                          |            |                   |     |    |        |        |        |        |        |
|  | Val-de-Ruz Flyers        | (2)        | 76                       | 89         |                   |     |    |        |        |        |        |        |
|  | Val-de-Ruz Flyers        | (2)        | 76                       | 89         |                   |     |    |        |        |        |        |        |
|  | La Chaux-de-Fonds        | (0)        | 71                       | 71         |                   |     |    |        |        |        |        |        |
|  | La Chaux-de-Fonds        | (0)        | 71                       | 71         | Val-de-Ruz Flyers | (0) | 70 | 72     |        |        |        |        |
|  |                          |            |                          |            |                   | (0) | 70 | 72     |        |        |        |        |
|  |                          |            | Meyrin-Chambésy Panthers | (2)        | 73                | 87  |    |        |        |        |        |        |
|  | Lausanne Olympic         | (1)        | Meyrin-Chambésy Panthers | (2)        | 73                | 87  | 71 | 79     | 61     |        |        |        |
|  | Lausanne Olympic         | (1)        |                          |            |                   |     | 71 | 79     | 61     |        |        |        |
|  | Meyrin-Chambésy Panthers | (2)        | 69                       | 87         | 81                |     |    |        |        |        |        |        |
|  | Meyrin-Chambésy Panthers | (2)        | 69                       | 87         | 81                |     |    |        |        |        |        |        |

##### Finale pour la3eplace
|  |                   |     |    |    |  |
|  | Finale 3e place   |     |    |    |  |
|  |                   |     |    |    |  |
|  |                   |     |    |    |  |
|  | La Chaux-de-Fonds | (0) | 77 | 66 |  |
|  | La Chaux-de-Fonds | (0) | 77 | 66 |  |
|  | Lausanne Olympic  | (2) | 87 | 71 |  |

##### Finale pour la5eplace
|  |                 |     |    |    |  |
|  | Finale 5e place |     |    |    |  |
|  |                 |     |    |    |  |
|  |                 |     |    |    |  |
|  | Geneva Eagles   | (2) | 84 | 77 |  |
|  | Geneva Eagles   | (2) | 84 | 77 |  |
|  | Vernier Turtles | (0) | 78 | 72 |  |

### Play-out
À la suite de la décision d'augmenter le nombre d'équipe en ligue A, la phase de play-out n'a finalement pas eu lieu. Vernier Turtles reste en ligue A. Delémont Blizzard, Genève Flames et Morges Panda sont automatiquement promus.

## Résultats[6]

### Tableau des matchs[7]
| Dom\Ext | MEY   | CDF   | GEE   | LAU   | PNY   | VDR   | VER   |
| ------- | ----- | ----- | ----- | ----- | ----- | ----- | ----- |
| MEY     |       | 94-72 | 89-75 | 88-71 | 82-77 | 81-83 | 84-65 |
| CDF     | 82-79 |       | 93-88 | 70-75 | 84-76 | 75-84 | 86-79 |
| GEE     | 70-91 | 83-86 |       | 76-62 | 84-64 | 79-81 | 76-78 |
| LAU     | 85-86 | 82-78 | 81-75 |       | 79-58 | 78-77 | 80-74 |
| PNY     | 80-84 | 78-82 | 0-30  | 80-79 |       | 62-72 | 82-84 |
| VDR     | 81-76 | 83-80 | 91-82 | 68-79 | 82-68 |       | 84-82 |
| VER     | 73-80 | 77-78 | 71-78 | 78-72 | 70-75 | 70-79 |       |